# Conrado I de Merania
Conrado I (muerto el 18 de febrero de 1159) fue el duque de Merania, o Dalmacia, ahora en la actual Italia, desde 1153 hasta su muerte. Conrado había sido el Vogt del colegiado de San Andreas en Freising desde 1150 y conde de Dachau (como Conrado II) desde 1152.
Conrado fue el mayor de los dos hijos de Conrado I de Dachau. Conrado heredó de su padre Dachau y las tierras de Dalmacia que anteriormente habían sido la Marca de Carniola de su madre, Willibirg, que los había heredado de Adelaida, hija de Poppo II de Carniola. En 1156, Conrado dio Dachau, de los cuales en documentos de la época aparece como un dux, a su hermano menor Arnold. Conrado murió en la batalla de Bérgamo y fue enterrado en Scheyern.
Se casó con Adelaida, hija de Enrique de la Baja Lorena, antes de 1140. No tuvieron hijos y Conrado se volvió a casar después de su muerte (antes de 1146). Su segunda esposa, Matilde de Falkenstein, le dio un hijo, Conrado II, que heredó Merania y, en 1172, Dachau.